# Драгичеви колиби
Драгичеви колиби е обезлюдено село в Северозападна България. То се намира в община Бойница, област Видин.

## География
Селото е разположено в Северозападния планински регион на България.

## История
Селото е създадено след Ньойския мирен договор, като част от жителите на село Драгичево се изселват на българска територия.